# خانه شلوغ ۳
خانه شلوغ ۳ (به هندی: Housefull 3)یا خانه پر است ۳ فیلمی محصول سال ۲۰۱۶ و به کارگردانی ساجید فرهاد است. در این فیلم بازیگرانی همچون آکشی کومار، آبیشک باچان، ریتیش دشموک، ژاکلین فرناندز، لیسا هایدون، نرگس فخری، بومان ایرانی، چانکی پاندی، جکی شروف، نیکیتین دیر ایفای نقش کرده‌اند.

## داستان
پدری به نام باتوک پاتل که پدر سه دختر به نام های گنگا(ژاکلین فرناندز)، جمنا(لیسا هایدون)، سرسواتی(نرگس فخری) است. باتوک فکر می کند که دختر های او دختر هایی بسیار ساده و با فرهنگ هستند و تا به حال به هچ پسری فکر نکرده اند و اما داستان از جایی شروع می شود که دوست پسر های آنها یعنی سندی، تدی و بانتی برای پولدار شدن تصیم به ازدواج با دختر ها می گیرند اما باتوک اجازه نمی‌دهد و شرط هایی در راستا قرار می گیرد که و....